# Панджа, Борис
Бо́рис Па́нджа (хорв. и босн. Boris Pandža; род. 15 декабря 1986, Мостар) — боснийский футболист, защитник; тренер. Выступал за сборную Боснии и Герцеговины.

## Клубная карьера
Борис начал заниматься футболом в юношеской команде «Зриньски». В 2004 году он дебютировал в чемпионате Боснии и Герцеговины в клубе «Широки-Бриег».

## Международная карьера
Панджа входил в состав сборной Боснии и Герцеговины среди юношей до 21 года вместе с такими игроками, как Эдин Джеко, Ведад Ибишевич и Сеяд Салихович.

## Статистика по сезонам
| Сезон   | Клуб         | Матчи | Голы |
| ------- | ------------ | ----- | ---- |
| 2004/05 | Широки-Бриег | 1     | 0    |
| 2005/06 | Широки-Бриег | 9     | 0    |
| 2006/07 | Широки-Бриег | 13    | 2    |
| 2006/07 | Хайдук       | 8     | 0    |
| 2007/08 | Хайдук       | 10    | 0    |
| 2008/09 | Хайдук       | 24    | 1    |